# José Mora
José Mora (Guayaquil, 28 agosto 1975) è un ex calciatore ecuadoriano, di ruolo attaccante.